# Raul Seixas
Raul Santos Seixas (Salvador, 28 de junho de 1945 – São Paulo, 21 de agosto de 1989) foi um cantor, compositor, produtor e multi-instrumentista brasileiro, frequentemente considerado um dos pioneiros do rock brasileiro. Também foi produtor musical da CBS, durante sua estadia na cidade do Rio de Janeiro e, por vezes, é chamado de Pai do Rock Brasileiro e Maluco Beleza. Sua obra musical é composta por dezessete discos lançados durante 26 anos de carreira. Seu estilo musical é tradicionalmente classificado como rock e baião, e de fato conseguiu unir ambos os gêneros em músicas como Let me Sing, Let me Sing. Seu álbum de estreia, Raulzito e os Panteras (1968) foi produzido quando integrava o grupo Raulzito e os Panteras, mas só ganhou notoriedade crítica e de público com músicas como Ouro de Tolo, Mosca na Sopa e Metamorfose Ambulante, do álbum Krig-ha, Bandolo!, de 1973. Raul Seixas tinha um estilo musical que era chamado de "contestador e místico". Isso se deve aos ideais que defendia, como a Sociedade Alternativa apresentada no álbum Gita, lançado em 1974, influenciado por figuras como o ocultista britânico Aleister Crowley.
Cético e agnóstico, Raul se interessava por filosofia (principalmente metafísica e ontologia), psicologia, história, literatura e latim. Algumas ideias dessas correntes foram muito aproveitadas em sua obra, que possuía uma recepção boa ou de curiosidade por conta disso. Foi um dos artistas mais aplaudidos na década do seu surgimento. Nos anos 1980, obteve declínio mas continuou produzindo álbuns que venderam bem, como Raul Seixas (1983), Uah-Bap-Lu-Bap-Lah-Béin-Bum! (1987) e A Panela do Diabo (1989), esse último em parceria com o também baiano e amigo Marcelo Nova. Sua obra musical tem aumentado continuamente de tamanho, na medida em que seus discos (principalmente álbuns póstumos) continuam a ser vendidos, tornando-o um símbolo do rock do país e um dos artistas mais cultuados e queridos entre os fãs nos últimos anos. Em outubro de 2008, a revista Rolling Stone promoveu a Lista dos Cem Maiores Artistas da Música Brasileira, cujo resultado colocou Raul Seixas na 19ª posição, superando nomes como Milton Nascimento, Maria Bethânia, Heitor Villa-Lobos e outros. No ano anterior, a mesma revista promoveu a Lista dos Cem Maiores Discos da Música Brasileira, onde dois de seus álbuns apareceram: Krig-ha, Bandolo!, na 12ª posição e Novo Aeon, na 53ª posição.
Em 2025, a trajetória de Raul Seixas foi retratada na minissérie *Raul Seixas: Eu Sou*, lançada pelo Globoplay em comemoração aos 80 anos de nascimento do artista. Com direção de Paulo e Pedro Morelli e protagonismo de Ravel Andrade, a produção dramatiza momentos marcantes da vida e carreira do músico, desde a infância em Salvador até sua consagração como ícone do rock brasileiro. A trilha sonora, produzida pelo músico Kassin, foi elogiada pela recriação cuidadosa das sonoridades das décadas de 1970 e 1980. A série também destaca parcerias como a de Raul com Paulo Coelho, suas experiências com o ocultismo e repressões vividas durante a ditadura militar.

## Biografia

### Infância
“Quando eu era guri, lá na Bahia, música para mim era uma coisa secundária. O que me preocupava mesmo eram os problemas da vida e da morte, o problema do homem, de onde vim, para onde vou (...)”

— Raul Seixas
Raul Santos Seixas nasceu às 8 horas da manhã em 28 de junho de 1945 numa família de classe média baiana, a qual vivia na Avenida Sete de Setembro, Salvador. Seu pai, Raul Varella Seixas, era engenheiro da estrada de ferro e sua mãe, Maria Eugênia Santos Seixas, se dedicava às atividades domésticas. Em julho de 1945, foi registrado no Cartório de Registro Civil de Salvador com o nome do pai e do avô paterno. Em 16 de setembro, batizaram-no na Igreja Matriz da Boa Viagem. Em 4 de dezembro de 1948, nasceu o único irmão de Raul, Plínio Santos Seixas, com quem teria um bom relacionamento durante sua infância. Seus estudos começaram em 1952, quando passou a frequentar o curso primário, estudando com a professora Sônia Bahia, e depois de concluído o curso em 1956, fundou o Club dos Cigarros com alguns amigos.
O sofrível desempenho escolar de Raul se iniciaria em 1957, quando ingressou no Colégio São Bento, onde foi reprovado na 2ª série por três anos. Um dos motivos da reprovação, segundo alguns biógrafos é que, ao invés de ir assistir as aulas, ouvia rock and roll — em seus primórdios — na loja Cantinho da Música. Em 13 de julho de 1959, Raul Seixas fundou o Elvis Rock Club com o amigo Waldir Serrão. Segundo a jornalista Ana Maria Bahiana, foi através de Serrão que Raul Seixas começou a sair de casa e a manter uma vida social mais ampla. Segundo Raul, o encontro com Serrão foi fantástico: "me preparei todo, botei a gola pra cima, botei o topete, engomei o cabelo, e fiquei esperando ele, mascando chiclete". O Elvis Rock Club era como uma gangue, que procurava brigas na rua, fazia arruaça, roubava bugigangas e quebrava vidraças. Embora Raul não gostasse muito disso, "ia na onda, pois o rock (pelo menos a meu ver) tinha toda uma maneira de ser".
Então, a família resolveu matricular Raul num colégio de padres, o Colégio Interno Marista, onde chegou à 3ª série em 1960, mas acabou repetindo o estágio em 1961. Nessa época, Raul começou a se interessar pela leitura, pois seu pai, que amava livros, possuía uma vasta biblioteca em casa. Tão logo decifrou o mistério das letras, o garoto pôs-se a ler os volumes que encontrava na biblioteca do pai e assim, as histórias que lia na biblioteca fermentavam sua imaginação e, com os cadernos do colégio, fazia desenhos, criava personagens, enredos, para depois vender ao irmão 4 anos mais novo, que acabava ficando interessado e comprava os esboços. Segundo Raul, um dos personagens principais dessas histórias era um cientista maluco chamado "Melô" (algo como "amalucado"), que viajava para diversos lugares imaginários como o "Nada", o "Tudo", "Vírgula", "Xis ao Cubo" e "Oceanos de Cores". Segundo Raul, "Melô" era sua "outra parte, a que buscava as respostas, o eu fantástico, viajando fora da lógica em uma maquinazinha em que só cabia um só passageiro... Melô-eu." Plínio ficava horas ouvindo o irmão contar suas histórias, dentro do quarto dos dois, e Raul frequentemente encenava os personagens como um ator. Ambos tinham algo em comum: adoravam literatura, mas odiavam a escola. Mais tarde, já maduro, Raul Seixas diria: "Eu era um fracasso na escola. A escola não me dizia nada do que eu queria saber. Tudo o que aprendia era nos livros, em casa ou na rua. Repeti cinco vezes a segunda série do ginásio. Nunca aprendi nada na escola. Minto. Aprendi a odiá-la.".[carece de fontes?] De um modo ou de outro, Raul Seixas precisava frequentar a escola vez ou outra. Em uma determinada ocasião, o pai perguntou como ele ia na escola e pediu o seu boletim. Raul mostrou um boletim falsificado, com todas as matérias resultando em um 10. O pai questionava se ele havia estudado, mas a mãe Maria Eugênia interrompia, dizendo algo como "Estudou nada, ficou aí ouvindo rock o tempo inteiro, essa porcaria desse béngue-béngue, de élvis préji, de líri ríchi e gritando essas maluquices." Os pais de Raul, como toda a geração da época, estranhavam o rock e ele não era muito bem-visto entre as famílias.

### Anos 1960: Os Panteras

Raulzito e os Panteras (1968), o debute de Raul Seixas.

Embora Raul mantivesse um gosto muito sincero pela música, seu sonho maior era ser escritor como Jorge Amado. Na sua cidade, escutavam Luiz Gonzaga todos os dias, nas praças, nas casas, em todos os estabelecimentos. Enquanto isso, Raul junta-se à cena do Rock, que se formava em Salvador. "Em 54/55, ninguém sabia o que era rock. Eu tocava e me atirava no chão imitando Little Richard." Com o passar do tempo, a banda que chegou a ter diversos nomes, como Relâmpagos do Rock, formadas então pelos irmãos Délcio e Thildo Gama, passa por várias formações e, em 1963, passa a se chamar The Panters, banda que agora já se tornara sensação de Salvador. A fama se espalha e a banda é rebatizada pelo nome Os Panteras, tendo em sua formação definitiva além de Raulzito, os integrantes Mariano Lanat, Eládio Gilbraz e Carleba. Em 1967, Raul Seixas começa um relacionamento com Edith Wisner, filha de um pastor protestante americano. O pai de Edith não aceita o namoro da filha. Em 6 meses, Raul completa o segundo grau, faz cursinho pré-vestibular e passa em Direito, Psicologia e Filosofia. Com isso, casa-se com Edith. Logo em seguida, abandona os estudos, volta a reunir os Panteras e aceita o convite de Jerry Adriani para ir para o Rio de Janeiro.
Em 1968, Raulzito e os Panteras gravam o seu primeiro e único disco, Raulzito e os Panteras. Assinando contrato com a gravadora EMI-Odeon, após encontrarem Chico Anysio e Roberto Carlos, que os reconheceu nos corredores de uma grande gravadora. O disco no entanto não teria sucesso de crítica nem de público. Eládio Gilbraz, um dos panteras, diria: "De um lado, havia a inexperiência de quatro rapazes, recém-chegados da Bahia, falando em qualidade musical, agnosticismo, mudança de conceitos e sonhos. Do outro lado, uma multinacional que só falava em "comercial". Talvez não tenha sido o disco que o grupo imaginara, mas o nosso sonho era gravar um disco. A partir daí, Raulzito e os Panteras passariam sérias dificuldades no Rio de Janeiro. Raul morava em Ipanema e ia a pé até o centro da cidade, para tentar divulgar as suas músicas, não obtendo sucesso. Algumas vezes, os Panteras recebiam ajuda de Jerry Adriani, tocando como banda de apoio, o que, segundo o próprio Raul, lhe deu muita experiência e lhe ajudou a descobrir como se comunicar, pois suas "músicas eram muito herméticas". Raulzito passaria então fome no Rio de Janeiro (como mais tarde escreveria em Ouro de Tolo).

### Transição: Produtor musical
Raul Seixas estava totalmente abalado pelo fracasso com Os Panteras e a sua volta a Salvador. Escrevia ele: "Passava o dia inteiro trancado no quarto lendo filosofia, só com uma luz bem fraquinha, o que acabou me estragando a vista [...] Eu comprei uma motocicleta e fazia loucuras pela rua." No entanto a sorte começaria a mudar, um dia, conhece na Bahia um diretor da CBS Discos. Mais tarde ele convidaria Raul para ser produtor da gravadora. Sem pensar duas vezes, ele faz as malas, junto a Edith, e volta para o Rio. Raul volta ao Rio para usar seus enciclopédicos conhecimentos de música como produtor fonográfico. Nos cadernos de composições de Raul começaria a ser alimentada uma revolução. Esta seria a segunda chance de Raul, apostando no talento do amigo, Jerry Adriani convence o então presidente da CBS, Evandro Ribeiro, a dar a Raulzito um emprego de produtor. Raulzito trabalhou anonimamente por um bom tempo.
Raul após ter entrado na CBS, fez grandes aliados e amigos. Ainda em 1968, a dupla Os Jovens e a banda The Sunshines apostaram em suas letras. No entanto, Raul faria um grande amigo e parceiro: Leno, da dupla Leno e Lilian. "Raulzito sempre esteve 20 anos adiante de seu tempo e Leno o compreendia; na verdade, sempre houve uma grande admiração mútua". Diria Arlindo Coutinho, da relações públicas da CBS. Em seu compacto duplo Papel Picado, lançado em 1969, Leno registrou Um Minuto Mais, versão de Raulzito para I Will (nada a ver com a canção de Paul McCartney). Também não se pode esquecer de Mauro Motta, outro grande parceiro de Raul nesta fase. Jerry Adriani decide convocar Raulzito para ser o produtor de seus discos. No álbum de 1969, aproveitou para gravar uma de suas músicas, Tudo Que É Bom Dura Pouco. Naquela mesma época, outros ídolos da Jovem Guarda também apadrinharam Raulzito gravando suas letras como Ed Wilson, Renato e seus Blue Caps, Jerry Adriani, Odair José. O ano de 1970 marcou o início de uma fase muito ativa na carreira de Raulzito, como produtor da CBS. Primeiramente, suas composições passaram a ser gravadas pelos artistas do cast da gravadora. Passou o ano produzindo discos para Tony & Frankye, Osvaldo Nunes, Jerry Adriani, Edy Star e Diana, além de escrever uma quantidade enorme de músicas para os colegas da gravadora. Algumas de muito sucesso, como Doce doce amor (Jerry Adriani), Ainda Queima a Esperança (Diana) e Se ainda existe amor (Balthazar). Raulzito nessa época passa a ter um bom emprego de respeitado produtor, que conseguira lançar suas composições como Hits na voz de outros cantores e produzir grandes artistas. Mas, Raulzito não se conformava apenas com isso, ainda mais quando conheceu o amigo e parceiro Sérgio Sampaio, passando cada vez mais a realimentar os sonhos de quando ainda morava em Salvador, que era ser um cantor. Ao lado de Leno, Raulzito participa do disco Vida e Obra de Johnny McCartney, disco solo de Leno, em que ambos buscam novos caminhos e experimentações. Juntos assinam letras e composições em parcerias. Foi o primeiro Lp gravado em oito canais no Brasil. As letras do disco foram censuradas que acabou não sendo lançado na época.
Outro projeto mal-sucedido seria o LP Sociedade da Grã-Ordem Kavernista Apresenta Sessão das 10, lançado em 1971, com a parceria de Sérgio Sampaio, Miriam Batucada e Edy Star, onde Raul Seixas deu início a produção de um projeto de ópera-rock, tendo as letras mutiladas pela censura do Regime Militar. O Sociedade Grã Ordem Kavernista era um disco Anárquico, inspirado em Frank Zappa e o então cultuado Disco Sgt. Pepper's Lonely Hearts Club Band dos Beatles misturado a elementos brasileiros, como samba, chorinho, baião. Quando lançado, o disco não obteve sucesso de público e nem de crítica. Foi abandonado à própria sorte até mesmo pela gravadora, cujos executivos tanto no Brasil como na matriz, nos Estados Unidos não gostaram do resultado final. Com isso, não houve investimento em divulgação do trabalho nas rádios e programas musicais da época. Muitas lendas cercam esse disco que traz 11 faixas intercaladas por vinhetas. A principal delas diz que Raul, Sérgio, Edy e Míriam gravaram as músicas às escondidas, à noite, sem que ninguém na CBS soubesse e que por esse motivo, Raul Seixas, então um bem-sucedido produtor da gravadora, teria sido demitido. No entanto, segundo Edy Star, único sobrevivente dos quatro artistas, o trabalho foi profissional e feito com o conhecimento da gravadora. E Raul não foi demitido. Tanto que no ano seguinte, em 1972, produziu o compacto Diabo no Corpo, de Míriam Batucada, e o LP de estreia da cantora Diana, na própria CBS. Raul só saiu da gravadora meses depois desse último trabalho, sendo contratado pela RCA Victor.

### Anos 1970: Auge e repercussão nacional

Krig-ha, Bandolo! (1973), primeiro disco de Raul Seixas com repercussão crítica e de público.

Em 1972, Raul Seixas decide participar do Festival Internacional da Canção, sendo convencido por Sérgio Sampaio. O cantor compõe duas músicas, "Let Me Sing, Let Me Sing", defendida pelo próprio Raul e "Eu Sou Eu e Nicuri é o Diabo", defendida por Lena Rios & Os Lobos. Ambas chegam a final, obtendo sucesso de critica e de público. Rapidamente, Raul foi contratado pela gravadora Philips. Na época, ele também se interessa por um artigo sobre extraterrestres publicado na revista A Pomba e tem o seu primeiro contato com o escritor Paulo Coelho, que mais tarde, se tornaria seu parceiro musical.
No ano de 1973, Raul consegue um grande sucesso com a música Ouro de Tolo, do álbum Krig-ha, Bandolo!. Em entrevista à Folha de S.Paulo (junho de 1973) e à revista Amiga (julho de 1973), Raul declarou que a inspiração para compor "Ouro de Tolo" teria vindo depois de ter passado uma tarde de "meditações e visões de um disco voador alaranjado" na Barra da Tijuca.

"Precisamente a 7 de janeiro deste ano [1973], às 16 horas, quando houve um eclipse parcial, estava eu na Barra da Tijuca, perto do Recreio dos Bandeirantes, e avistei um disco cujos lados havia [sic] uma auréola cor de fogo em propulsão. Quando surgiu e consegui visualizá-lo, uma coisa estranha me tocou e só então percebi que era um predestinado e as coisas começaram a clarear para mim, sedimentando-me este conceito. Simbolicamente, pareceu-me viajar no tal disco-voador e consegui ver a Terra com toda sua problemática. Ao retornar da viagem espacial, não sei explicar o personagem que encarnei por alguns minutos, mas pareceu-me um jacobino, dentro daquela Revolução Francesa. Refeito, voltei à casa e passei a interessar-me pelo cósmico. Dois meses depois, acordei bem cedo, com vontade de escrever. Era uma espécie de ânsia. Telefonei a um amigo e ele me aconselhou a voltar ao local do disco-voador. Voltei e, lá chegando, tive um sentido amplo do que era a terra, o fogo, a água, e o ar, esses quatro elementos que compõem um todo a ser vivido por mim, mas por etapas."

— Raul Seixas sobre a inspiração para compor "Ouro de Tolo", em entrevista publicada na revista Amiga em julho de 1973.
O mesmo LP, continha outras músicas que se tornaram grandes sucessos, como: "Metamorfose Ambulante", "Mosca na Sopa" e "Al Capone". Raul Seixas finalmente alcança grande repercussão nacional, graças a divulgação da imagem do cantor como ícone popular. Porém, logo a imprensa e os fãs da época, foram aos poucos percebendo que Raul não era apenas um cantor e compositor.
Ainda em 1973, Raul resolve homenagear algumas músicas clássicas do rock americano e brasileiro no disco Os 24 Maiores Sucessos da Era do Rock. Raul foi, no entanto, proibido pela gravadora de assinar seu nome no disco de covers, pois ela achou que o álbum poderia prejudicar as vendas de Krig-ha, Bandolo!. A solução foi creditar o álbum a uma certa banda chamada Rock Generation, com o nome de Raul presente apenas na contracapa, como diretor de produção. O álbum não teve qualquer tipo de divulgação e acabou inicialmente sendo esquecido nas lojas, porém com os sucessos posteriores de Raul, alcançando grandes vendagens, a gravadora Philips acabou por divulgar melhor o trabalho.

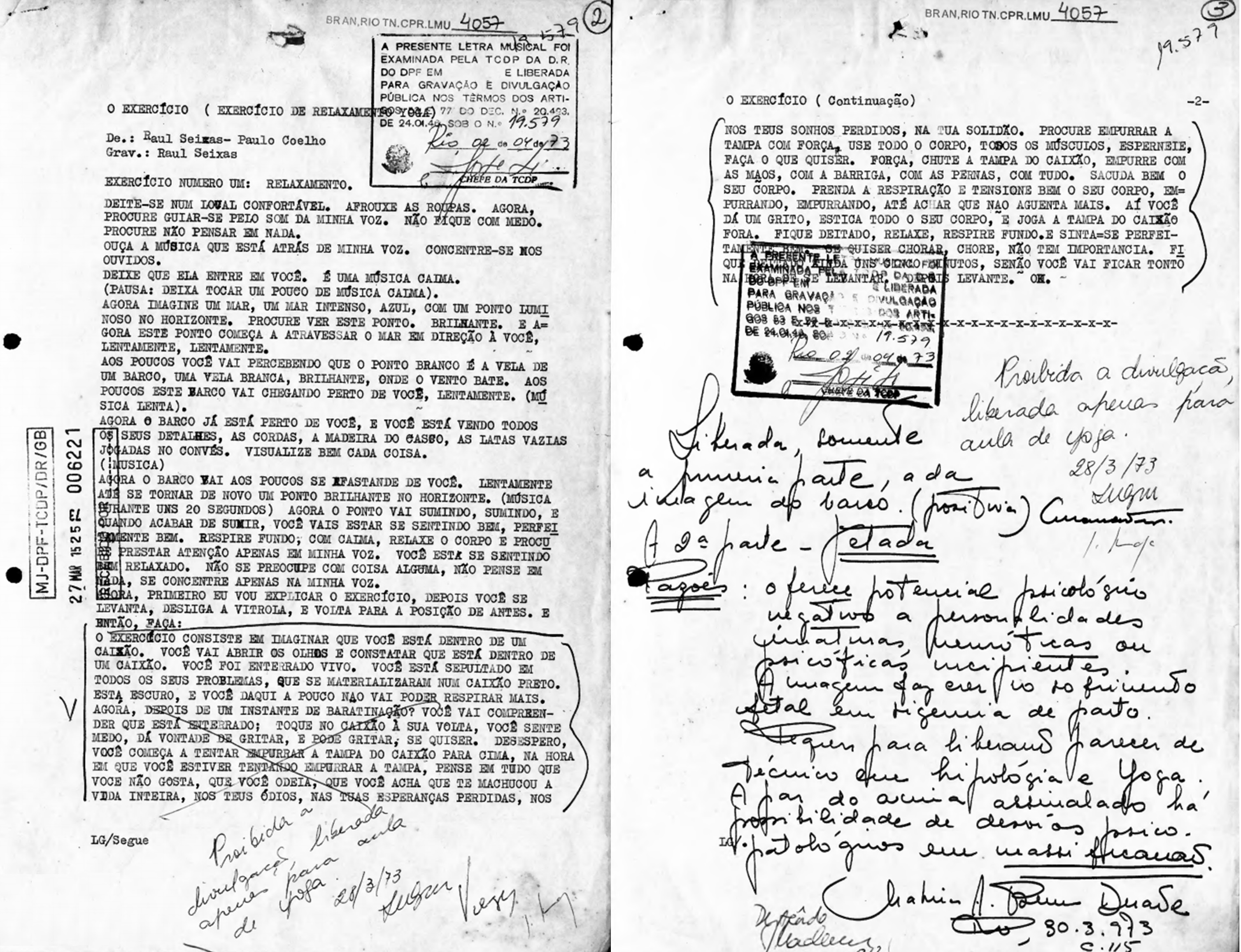
Documento de Censura avaliando a música "O Exercício" de Raul Seixas e Paulo Coelho, 1973. Arquivo Nacional.

No ano de 1974, Raul Seixas e Paulo Coelho criam a Sociedade Alternativa, uma sociedade baseada nos preceitos do bruxo inglês Aleister Crowley, praticamente repetindo o chamado Livro da Lei. O cantor foi levado pelo escritor a conhecer uma ordem filosófica baseada na Lei de Thelema, desenvolvida por Crowley. A Sociedade Alternativa, com sede alugada, papel timbrado e relatórios mensais, chegou a anunciar a aquisição de um terreno em Minas Gerais, para a construção da Cidade das Estrelas, uma comunidade onde a única lei era: “Faz o que tu queres, há de ser tudo da lei.” Em todos os seus shows, Raul divulgava a Sociedade Alternativa com a música de mesmo nome.
A obsessão de Raul Seixas e Paulo Coelho em construir “uma verdadeira civilização thelêmica”, evidentemente, trouxe problemas com a Censura. A letra da música "Como Vovó já Dizia" composta pelos dois, teve de ser mudada. Logo no show de lançamento, a polícia apreendeu o gibi-manifesto "A Fundação de Krig-Ha" e o queimou como material subversivo. A Ditadura, então, através do DOPS (Departamento de Ordem Política e Social) prendeu Raul e Paulo, pensando que a Sociedade Alternativa fosse um movimento armado contra o governo.

“"Veio uma ordem de prisão do Exército e me detiveram no Aterro do Flamengo. Me levaram para um lugar que não sei onde era. Imagine a situação: estava nu, com uma carapuça preta. E veio de lá mil barbaridades. Tudo para eu dizer os nomes de quem fazia parte da Sociedade Alternativa, que, segundo eles, era um movimento revolucionário contra o governo. O que não era. Era uma coisa mais espiritual. Preferiria dizer que tinha pacto com o demônio a dizer que tinha parte com a revolução. Então foi isso, me escoltaram até o aeroporto." (...)”

— Raul Seixas sobre o exílio ocorrido em 1974, em uma entrevista publicada na revista Bizz, em março de 1987.
Depois de torturados, Raul e Paulo foram exilados para os Estados Unidos, com suas respectivas esposas, Edith Wisner e Adalgisa Rios. Muitas histórias são contadas sobre a estadia de Raul Seixas nos Estados Unidos, como seu encontro com John Lennon, mas ninguém sabe ao certo se são verdadeiras. No entanto, o LP Gita gravado poucos meses antes faz tanto sucesso, que forçou a Ditadura a trazê-los de volta para o Brasil. O álbum Gita rendeu a Raul um disco de ouro, após vender mais de 100 mil cópias no ano de seu lançamento, sendo considerado o LP de maior sucesso de sua carreira. Ainda neste ano, Raul separa-se de Edith, que vai para os Estados Unidos com a filha do casal, Simone.
Em 1975, Raul Seixas casa-se com Glória Vaquer (1949–2024), e grava o LP Novo Aeon, onde compôs junto com Paulo Coelho, uma de suas músicas mais conhecidas, "Tente Outra Vez", que seria creditada juntamente com Marcelo Motta, por quem eram discipulados na Astrum Argentum (AA). O LP, porém, vendeu menos de 60 mil cópias. Ainda em 1975, Raul lê um manifesto e canta a Sociedade Alternativa no documentário Ritmo Alucinante, que foi um festival de rock realizado no Rio de Janeiro, gravado no álbum Hollywood Rock, lançado no mesmo ano. Em 1976, Raul supera a má-vendagem do disco Novo Aeon com o álbum Há Dez Mil Anos Atrás. Neste mesmo ano, nasce sua segunda filha, Scarlet. Chega então ao fim, o seu contrato com a gravadora Philips e sua parceria com Paulo Coelho, embora continuassem amigos (ou inimigos íntimos).

Em 1972

Jay Vaquer, músico e cunhado de Raul na época, coletou material para fazer um novo disco, Raul Rock Seixas, que diziam ser um álbum feito de resto de gravações, mas na verdade a história era outra. Raul escolheu as músicas, e Jay começou a fazer os arranjos. Porém, antes de Raul Seixas e Jay terminarem de mixá-lo devido à suas ausências por causa dos shows, a Philips lançou o disco sem avisá-los, sob o selo da Fontana/Phonogram, mixando-o por conta própria. Segundo Jay, isso prejudicou o trabalho que ambos haviam planejado anteriormente, destruindo o LP, porque finalmente seu nome estava num LP de Raul como produtor, arranjador, e guitarrista, e seu trabalho foi muito mal representado.
Em 1977, nasce no Brasil uma nova gravadora, a WEA, que se interessa em contratar Raul Seixas. Por volta deste período, intensifica-se a parceria com o amigo Cláudio Roberto, com quem Raul compôs várias de suas canções mais conhecidas. Juntos, realizaram o LP O Dia Em Que A Terra Parou. A crítica não gostou. Foi dito que não mantinha o mesmo nível dos trabalhos anteriores. Mas os fãs se deliciam com “Maluco Beleza”, “Sapato 36” e a faixa-título.
Naquele final de década as coisas começaram a ficar ruins para Raul. A partir do ano de 1978, começa a ter problemas de saúde devido ao alcoolismo lhe causando a perda de 1/3 do pâncreas. Raul passa alguns meses numa fazenda na Bahia, para se recuperar da pancreatite. Ele separa-se de Glória, que, assim como Edith, também voltou aos Estados Unidos, levando a filha Scarlet. Neste ano, conhece Tania Menna Barreto, com quem passa a viver. Lança o LP Mata Virgem que conta com a volta de Paulo Coelho, porém, ambos chegam à conclusão de que essa parceria já não tinha mais como dar certo. Além disso, a má divulgação atrapalhou as vendas do disco e a crítica também não ajudou.
No ano de 1979, Raul separa-se de Tania. Começa então, a depressão de Raul Seixas junto com uma internação para tratar do alcoolismo. Conhece Angela Affonso Costa, a Kika Seixas, sua quarta companheira. Lança seu último LP com a WEA, Por Quem os Sinos Dobram, em parceria com o amigo Oscar Rasmussen e logo após, rescinde o contrato com a gravadora.

### Anos 1980: Altos e baixos
Em 1980, assina novamente contrato com a CBS (desta vez como cantor) lançando mais um álbum, Abre-te Sésamo, que contém outros sucessos e têm as faixas "Rock das 'Aranha'" e "Aluga-se" censuradas. Logo depois, o contrato é rescindido. Em 1981, Raul muda-se para a cidade de  São Paulo, onde nasce sua terceira filha, Vivian, fruto de seu casamento com Kika. Em 1982, faz um show na praia do Gonzaga, em Santos, reunindo mais de 150 mil pessoas (registrado anos depois em um álbum). No mesmo ano, Raul apresenta-se bêbado em Caieiras, São Paulo, e é quase linchado pela platéia que não acredita que Raul é o próprio, mas um impostor. Desde 1980, Raul estava sem gravadora e agora também sem perspectiva de um novo contrato. Raul então, volta para o Rio de Janeiro, e mergulhado numa depressão, afunda-se mais ainda nas drogas. Porém, em 1983, é convidado a gravar um disco pelo Estúdio Eldorado. Logo depois, com a ajuda de Kika, é convidado por Augusto César Vanucci a gravar o especial infantil Plunct, Plact, Zuuum da Rede Globo, onde canta a música "Carimbador Maluco". O álbum Raul Seixas (1983), que continha a canção, dá à Raul mais um disco de ouro. Em 1984, grava o LP "Metrô Linha 743" pela gravadora Som Livre, com a maior parte das composições em parceria com sua companheira Kika Seixas e uma das faixas, Mas I Love You (Pra Ser Feliz), em parceria com seu guitarrista Rick Ferreira, que teve participação em todos os discos de Raul, a partir de Gita. Mas depois, Raul teve as portas fechadas novamente, devido ao seu consumo excessivo de álcool e constantes internações para desintoxicação. Também em 1984, a Eldorado lança o disco Ao Vivo - Único e Exclusivo.
Ainda em 1984, separa-se de Kika Seixas, que o deixa devido ao uso excessivo de cocaína e Éter, além do alcoolismo. Faz um show em 1 de dezembro de 1985, no Estádio Lauro Gomes, na cidade de São Caetano do Sul. Só voltaria a pisar no palco no ano de 1988, ao lado de Marcelo Nova. Conseguindo um contrato com a gravadora Copacabana, em 1986 (de propriedade da EMI), grava um disco que foi lançado somente no ano seguinte, devido ao alcoolismo de Raul. O álbum Uah-Bap-Lu-Bap-Lah-Béin-Bum! faz muito sucesso, chegando a ganhar disco de ouro e estando presente até em programas de televisão, como o Fantástico, que apresenta um clipe da música Cowboy Fora da Lei, um grande sucesso, que foi incluída na trilha sonora da novela Brega & Chique. Nesta época, conhece Lena Coutinho, que se torna sua companheira. A partir desse ano, estreita relações com Marcelo Nova (fazendo uma participação no disco Duplo Sentido, da banda Camisa de Vênus). Um ano mais tarde, 1988, já separado de Lena, faz seu último álbum solo, A Pedra do Gênesis, que não obtém grande vendagem. A convite de Marcelo Nova, faz alguns shows em Salvador, após três anos sem pisar num palco. No ano de 1989, faz uma turnê com Marcelo Nova, agora parceiro musical, totalizando 50 apresentações pelo Brasil. Durante os shows, Raul mostra-se debilitado. Tanto que só participa de metade do show, a primeira metade é feita somente por Marcelo Nova.

### Morte
As 50 apresentações pelo Brasil resultaram naquele que seria o último disco lançado em vida por Raul Seixas. O disco, intitulado A Panela do Diabo, foi lançado pela Warner Music Brasil no dia 19 de agosto de 1989. Na manhã do dia 21 de agosto, Raul Seixas foi encontrado morto sobre a cama, por volta das oito horas da manhã, em seu apartamento em São Paulo, vítima de uma parada cardíaca: seu alcoolismo, agravado pelo fato de ser diabético, e por não ter tomado insulina na noite anterior, causaram-lhe uma pancreatite aguda fulminante. O LP lançado dois dias antes vendeu 150 000 cópias, rendendo a Raul um disco de ouro póstumo, entregue à sua família e também a Marcelo Nova, tornando-se, assim, um dos discos de maior sucesso de sua carreira. Raul foi velado pelo resto do dia no Palácio das Convenções do Anhembi. No dia seguinte, seu corpo foi levado por via aérea até Salvador e sepultado às 17 horas, no Cemitério Jardim da Saudade. De acordo com Kiko Zambianchi, quase nenhum artista compareceu ao enterro de Raul: "Contato com Raul Seixas? Não tive, não conheci pessoalmente, mas fui ao enterro dele. Foi estranho porque quase nenhum outro artista compareceu, só eu e mais dois, talvez o Marcelo Nova, que havia gravado um disco com o Raul. Os fãs acabaram me associando a ele por causa desse lance de eu ter ido ao enterro. Ele era meu grande ídolo, o maior do rock, especialmente dessa época raiz, com letras geniais, coescritas com Paulo Coelho. A maioria dos grandes sucessos foi feita por eles. A ausência de artistas no enterro foi estranha, não entendi.".

## Após a morte

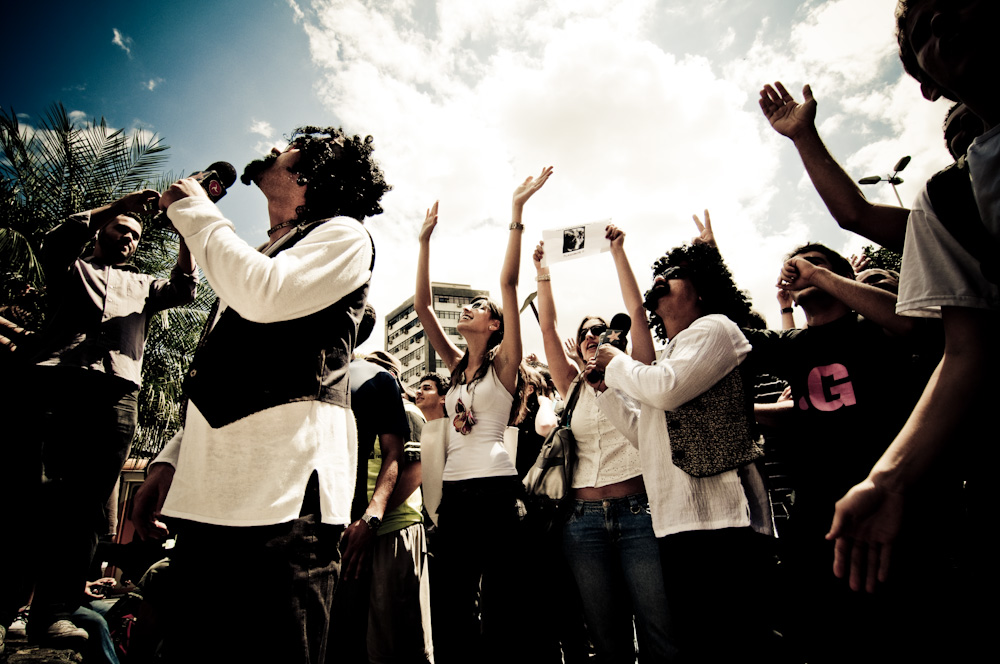
Festival em Belo Horizonte, realizado em 2009 em homenagem a Raul Seixas. Dois participantes estão caracterizados segundo a fisionomia de Raul.

Depois de sua morte, Raul permaneceu entre as paradas de sucesso. Foram produzidos vários álbuns póstumos, como O Baú do Raul (1992), Raul Vivo (1993 - Eldorado), Se o Rádio não Toca... (1994 - Eldorado) e Documento (1998). Inúmeras coletâneas também foram lançadas, como Os Grandes Sucessos de Raul Seixas (1993), a grande maioria sem novidades, mas algumas com músicas inéditas como As Profecias (com uma versão ao vivo de "Rock das 'Aranha'") de 1991 e Anarkilópolis (com "Cowboy Fora da Lei Nº2") de 2003. Sua penúltima mulher, Kika, já produziu um livro do cantor (O Baú do Raul), baseado em escritos dos diários de Raul Seixas desde os seis anos de idade até a sua morte. Em 2002, o cantor paraibano Zé Ramalho lançou o DVD Zé Ramalho Canta Raul Seixas: Ao Vivo contando com algumas canções de Raul no repertório. Em 2004, o canal a cabo Multishow promoveu um show especial de tributo a Raul, intitulado O Baú do Raul: Uma Homenagem a Raul Seixas. O show, gravado na Fundição Progresso (Rio de Janeiro) e lançado em CD e DVD, contou com artistas como Toni Garrido, CPM 22, Marcelo D2, Gabriel o Pensador, Arnaldo Brandão, Raimundos, Maurício Baia, Nasi, Caetano Veloso, Pitty e Marcelo Nova (os três últimos baianos, como Raul). Mesmo depois de sua morte, Raul Seixas continua fazendo sucesso entre novas gerações. Vinte anos depois de sua morte, o produtor musical Marco Mazzola, amigo pessoal de Raul, divulgou a canção inédita "Gospel", censurada na década de 1970. A canção foi incluída na trilha sonora da telenovela Viver a Vida, da Rede Globo. Em 2013, o cantor americano Bruce Springsteen cantou "Sociedade Alternativa" na abertura de seu show no Rock in Rio 2013. Em junho de 2014, a Record definiu a música "Tente outra vez", como tema de abertura da novela Vitória. Em 2015, a gravadora Som Livre lançou o DVD e em formato CD O Baú do Raul – 25 Anos Sem Raul Seixas, gravado em agosto de 2014 na Fundição Progresso no mês em que se completaram exatos 25 anos da morte do cantor e que contou com a participação dos seus sucessos nas vozes de Jerry Adriani, Nação Zumbi, Baía, Ana Cañas, Forfun, Zeca Baleiro, Marcelo Nova, Marcelo Jeneci, Digão, Tico Santa Cruz, Cachorro Grande, entre outros, além da presença da banda original do músico, Os Panteras. Desde 2002, o nome de uma de suas canções mais famosas, "Maluco Beleza", é utilizada para dar nome a uma rádio em Campinas que é feita por pessoas com problemas de saúde mental e usuários de drogas, voltada a reintroduzi-las na sociedade.

### Minissérie póstuma
Uma minissérie biográfica, chamada Raul Seixas: Eu Sou, foi produzida pela Globoplay em comemoração aos 80 anos de nascimento do artista. Após dois anos de adiamento, foi finalmente lançada em 26 de junho de 2025. Criada, dirigida e produzida por Paulo Morelli, a série retrata a trajetória do artista, do seu nascimento em Salvador até a consagração como um dos maiores cantores e compositores nacionais.

## Filmografia
- 1975 - Ritmo Alucinante (documentário)
- 1992 - Tanta Estrela Por Aí... (curta-metragem de 19 minutos com Rita Lee)
- 2012 - Raul - O Início, o Fim e o Meio (longa-metragem)

## Homenagens

### Tatro e televisão
- 1999 - Como Raul Já Dizia (espetáculo do grupo baiano de teatro Os Argonautas)
- 1999 - Raul Fora da Lei (monólogo produzido por Roberto Bontempo que marcou os dez anos de falecimento de Raul)
- 2005 - Raul Seixas, A Metamorfose Ambulante (musical de Plínio Seixas e Deolindo Checcucci em homenagem aos sessenta anos de nascimento do músico)
- 2009 - Por Toda a Minha Vida (especial de fim de ano exibido pela Rede Globo de Televisão que marcou os vinte anos da morte de Raul)
- 2012 - Meu amigo Raul (espetáculo da Associação Cultural Teatro de Pano)
- 2015 - Raul: "Esse caminho que eu mesmo escolhi..."[58] (edição do programa-documentário Caminhos da Reportagem, da TV Brasil)
- 2025 - Peixuxa (O Amiguinho dos Peixes) - Livro Infantil produzido e ilustrado por Diego Calvo
- 2025 - Carimbador Maluco - Livro Infantil produzido e ilustrado por Diego Calvo